# Raionul Ialoveni
Raionul Ialoveni este un raion din Republica Moldova, amplasat în zona de centru a țării, învecinându-se cu raioanele Hîncești la vest, Strășeni la nord, mun. Chișinău la est și Căușeni la sud. Centrul raional este orașul Ialoveni.
Fiind alcătuit din 25 de primării, raionul propriu-zis este format dintr-un oraș: Ialoveni; 6 comune: Ruseștii Noi, Răzeni, Țipala, Zîmbreni, Mileștii Mici, Gangura și 18 sate: Bardar, Cărbuna, Cigîrleni, Costești, Dănceni, Hansca, Horești, Horodca, Malcoci, Molești, Nimoreni, Pojăreni, Puhoi, Sociteni, Suruceni, Ulmu, Văratic și Văsieni.

## Istorie
Raionul Ialoveni a fost format prin decretul nr. 1495-IX al Prezidiului Sovietului Suprem al RSS Moldovenești din 25 martie 1977, cu denumirea inițială raionul Kutuzov. La formare, în componența raionului au fost incluse aproximativ în proporții egale părți din teritoriile raioanelor Kotovsk, Anenii Noi și Strășeni.
În 1988 denumirea raionului a fost schimbată în forma inițială, istorică și cea actuală – raionul Ialoveni. Între anii 1999-2003 raionul a făcut parte din județul Chișinău. Prin Legea nr.764-XV din 27 decembrie 2001 privind organizarea administrativ-teritorială a Republicii Moldova, care a presupus reîntoarcerea la forma de organizare teritorială de „raioane”, raionul Ialoveni și-a căpătat forma și statutul actual.

## Geografie
Raionul Ialoveni este situat în zona centrală a Republicii Moldova, aflându-se la 14 km de capitala Chișinău. O bună parte a raionului este străbătut de Codrii Moldovei și se află pe Podișul Moldovei Centrale.
Suprafața raionului constituie 78.348,57 ha, inclusiv: teren arabil – 33.431,35 ha; livezi – 3.727,40 ha; vii – 7.941,69 ha; fânețe – 31,00 ha; pășuni – 7.309,94 ha; plantații forestiere – 14.302,46 ha; pârloagă – 212,63 ha; ape – 2.563,10 ha, alte terenuri – 8.629,28 ha. Rețeaua de drumuri publice are o lungime de 265 km, inclusiv 100 km drumuri naționale.
Pe teritoriul raionului curg doi afluenți ai râului Nistru – Botna și Ișnovăț. De asemenea sunt atestate mai bine de o sută de bazine acvatice, în jumătate dintre acestea fiind crescut pește.

### Climă și sol
Ca și restul Republicii Moldova, raionul este situat într-un climat temperat-continental cu veri călduroase și lungi, cu temperatura medie a lunii iulie de +22 °C și ierni blânde, cu temperaturi medie în ianuarie de –7 °C. Vara este călduroasă și îndelungată, cu temperatura medie a lunii iulie +22 °C, iarna este blândă, cu temperatura medie în luna ianuarie de –7 °C.
În structura sa solul raionului conține cantități considerabile de humus deosebit de bogat. În comuna Mileștii Mici se află o mină de piatră, de unde anual sunt extrase circa 200 mii m.c. de materiale de construcție. Stolnele rămase de la extragerea pietrei sunt folosite în industria vinicolă.

## Demografie

### Statistici vitale
Principalii indicatori demografici, 2013:
- Natalitatea: ▼1.288 (12,7 la 1.000 locuitori)
- Mortalitatea: ▼915 (9,1 la 1.000 locuitori)
- Spor natural: +367

### Structura etnică
| Grup etnic | Populație | % Procentaj* |
| ---------- | --------- | ------------ |
| Moldoveni  | 93.987    | 96,2%        |
| Ucraineni  | 1.117     | 1,14%        |
| Ruși       | 1.112     | 1,14%        |
| Bulgari    | 935       | 0,96%        |
| Țigani     | 197       | 0,20%        |
| Găgăuzi    | 95        | 0,10%        |
| Alții      | 261       |              |

Numărul de locuitori ai raionului constituie cca. 98.000 persoane: populație urbană – 15.000, populație rurală - 83.000; densitatea populației este 124 per km2. Din populația totală, 48.000 sunt bărbați și 50.000 femei. Ponderea bărbaților în populația rurală constituie 49,31%, cu 0,81% mai mult decît cea urbană, iar a femeilor este predominantă în sectorul urban și constituie 51,5 %, cu 0,99 % mai mult față de cea rurală. 49,8 mii persoane sunt locuitori apți de muncă, dintre care 47,9 mii persoane economic active.

## Cultură

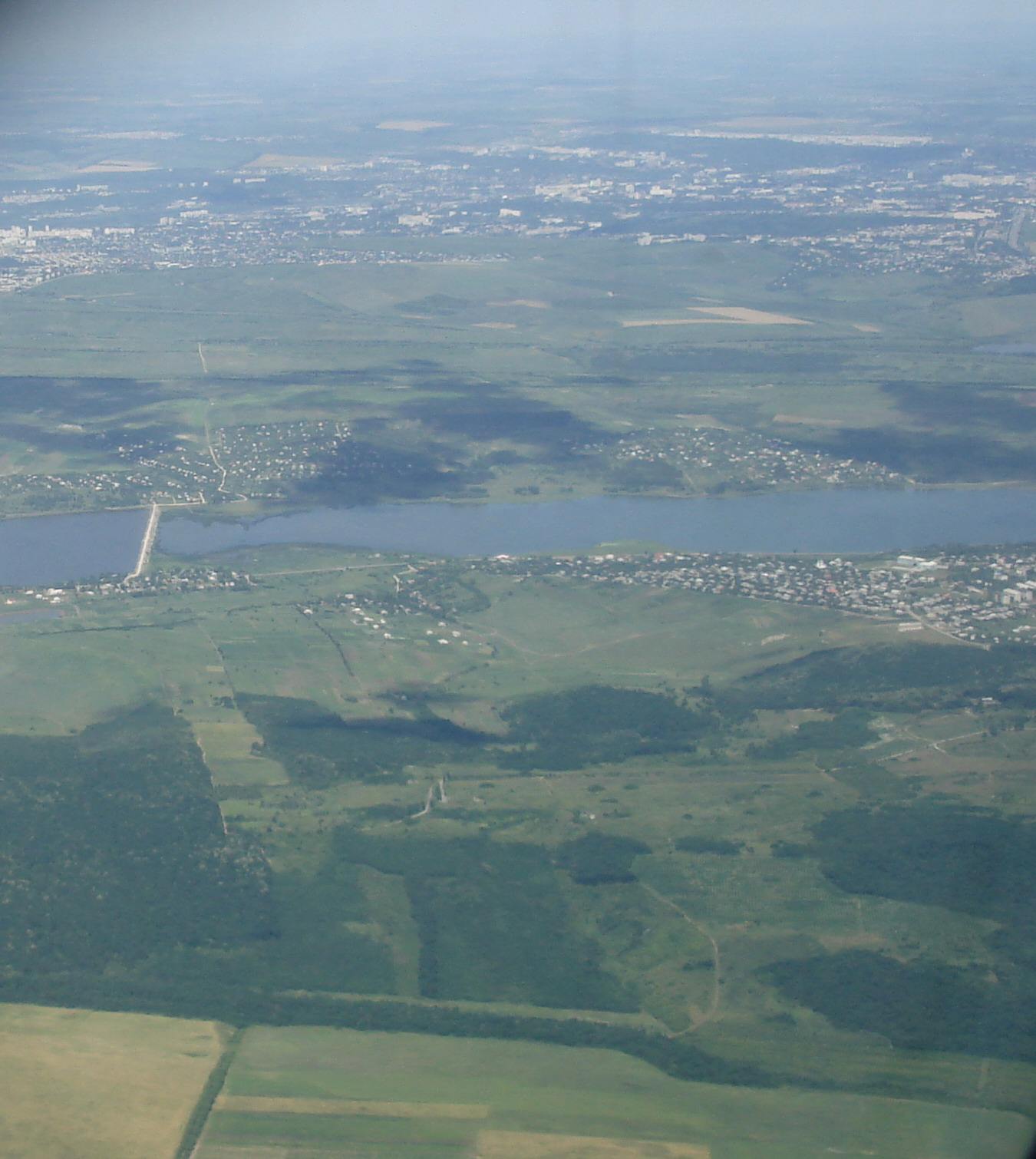
Iazurile de lângă Ialoveni

În domeniul cultural activează 61 de instituții, printre acestea: Palatul raional de cultură, 23 de case și cămine culturale, 35 de biblioteci publice, 2 instituții de învățămînt artistic, 1 muzeu raional și 4 muzee obștești.
Manifestări culturale organizate în raion sunt concursuri al cântecului patriotic „Cîntăm eroii neamului”, festivalul sărbătorilor și obiceiurilor de iarnă „V-am ura și-am tot ura”, concursul desenelor „Lumină din lumină” ș.a. În localitățile raionului sunt formate și activează mai multe colective artistice: „Izvoraș” (Horești), „Haiducii” (Costești), „Oleandra” (Țipala), „Viișoara” (Mileștii Mici), „Opincuța” (Zîmbreni), ansamblul de dans „Enigma” (Ialoveni) și ansamblul „Edict”.

### Muzee
În raion funcționează 5 muzee: 1 muzeu raional și 4 muzee obștești. Muzeul de istorie și etnografie din satul Văsieni dispune de peste 16.040 exponate din care: 16 picturi, 6 sculpturi, 70 de obiecte de artă decorativă, 480 de obiecte arheologice, 1.276 de obiecte din domeniul etnografic etc.

## Economie

### Industria alimentară
În raion funcționează câteva secții de prelucrare a producției agricole. Se produc mezeluri, conserve din legume, carne, uleiuri vegetale, paste făinoase, bere, crupe ș.a.

### Industria vinicolă
Cea mai dezvoltată în raion este industria vinificației, reprezentată prin 12 fabrici. Volumul anual global al producției echivalează cu circa 200 milioane lei. Cea mai mare fabrică este combinatul „Mileștii Mici”, care include un oraș vinicol subteran cu o lungime totală de 200 km și a fost inclusă în Cartea recordurilor Guiness. S.A. „Vinăria-Bardar” este specializată în producerea divinurilor (coniacurilor), iar fabrica de profil „Vinuri-Ialoveni” în vinurile de tip „heres”.

### Industria ușoară
Industria textilă și de tricotaje este reprezentată de câteva întreprinderi din Ialoveni și Ulmu.

## Administrație și politică
Președintele raionului Ialoveni este Natalia Eremia, aleasă la 4 decembrie 2023.
Componența Consiliului Raional Ialoveni (33 de consilieri), ales la 5 noiembrie 2023, este următoarea:
|  | Partid                                        | Consilieri | Componență | Componență | Componență | Componență | Componență | Componență | Componență | Componență | Componență | Componență | Componență | Componență | Componență | Componență | Componență | Componență | Componență |
|  | --------------------------------------------- | ---------- | ---------- | ---------- | ---------- | ---------- | ---------- | ---------- | ---------- | ---------- | ---------- | ---------- | ---------- | ---------- | ---------- | ---------- | ---------- | ---------- | ---------- |
|  | Partidul Acțiune și Solidaritate              | 17         |            |            |            |            |            |            |            |            |            |            |            |            |            |            |            |            |            |
|  | Liga Orașelor și Comunelor                    | 4          |            |            |            |            |            |            |            |            |            |            |            |            |            |            |            |            |            |
|  | Platforma Demnitate și Adevăr                 | 3          |            |            |            |            |            |            |            |            |            |            |            |            |            |            |            |            |            |
|  | Partidul Social Democrat European             | 3          |            |            |            |            |            |            |            |            |            |            |            |            |            |            |            |            |            |
|  | Partidul Dezvoltării și Consolidării Moldovei | 3          |            |            |            |            |            |            |            |            |            |            |            |            |            |            |            |            |            |
|  | Partidul Socialiștilor din Republica Moldova  | 2          |            |            |            |            |            |            |            |            |            |            |            |            |            |            |            |            |            |
|  | Partidul Democrația Acasă                     | 1          |            |            |            |            |            |            |            |            |            |            |            |            |            |            |            |            |            |

## Diviziuni administrative
Raionul Ialoveni este alcătuit din 34 localități: 1 oraș, 24 comune și 9 sate.
| Denumire       | oraș / centru de comună / sat |
| -------------- | ----------------------------- |
| Alexandrovca   | sat în comuna Gangura         |
| Bardar         | sat (comună)                  |
| Bălțați        | sat în comuna Țipala          |
| Budăi          | sat în comuna Țipala          |
| Cărbuna        | sat (comună)                  |
| Cigîrleni      | sat (comună)                  |
| Costești       | sat (comună)                  |
| Dănceni        | sat (comună)                  |
| Gangura        | centru de comună              |
| Găureni        | sat în comuna Zîmbreni        |
| Hansca         | sat (comună)                  |
| Horești        | sat (comună)                  |
| Homuteanovca   | sat în comuna Gangura         |
| Horodca        | sat (comună)                  |
| Ialoveni       | oraș, reședință de raion      |
| Malcoci        | sat (comună)                  |
| Mileștii Mici  | centru de comună              |
| Mileștii Noi   | sat în comuna Răzeni          |
| Misovca        | sat în comuna Gangura         |
| Molești        | sat (comună)                  |
| Nimoreni       | sat (comună)                  |
| Piatra Albă    | sat în comuna Mileștii Mici   |
| Pojăreni       | sat (comună)                  |
| Puhoi          | sat (comună)                  |
| Răzeni         | centru de comună              |
| Ruseștii Noi   | centru de comună              |
| Ruseștii Vechi | sat în comuna Ruseștii Noi    |
| Sociteni       | sat (comună)                  |
| Suruceni       | sat (comună)                  |
| Țipala         | centru de comună              |
| Ulmu           | sat (comună)                  |
| Văratic        | sat (comună)                  |
| Văsieni        | sat (comună)                  |
| Zîmbreni       | centru de comună              |

## Atracții turistice
Fabricile de vin din raion au fost incluse în circuitul turistic național „Drumul Vinului”. Alte obiective turistice sunt:
- Vatra meșteșugarilor de la Ulmu și Văsieni
- Tunelele fostei cariere de piatră transformate în beciuri de la Mileștii Mici
- Fabrica de vinuri și divinuri „Vinăria Bardar” S.A. din Bardar
- Mănăstirea Suruceni (construită în secolul al XIX-lea, în stil arhitectural moldovenesc).
- Plantația de lalele din Bardar
- Muzeul de istorie și etnografie din Văsieni
- Muzeul de etnografie din cadrul bibliotecii „Petre Ștefănucă”
- Grădina zoologică din apropierea satului Bardar

## Personalități
Din raionul Ialoveni provin: 
- Dionisie Erhan (1868-1943), episcop de Cetatea Albă-Ismail
- Gurie Grosu, preot
- Teodor Neaga (1878-1941), om politic, membru al Sfatului Țării
- Nicolae Bivol (1882-1940), politician, deputat în Sfatul Țării din partea proletariatului organizat din Basarabia, primar al Chișinăului între 1923-1924 și 1925-1926 și redactor al săptămânalului „Viața noastră”
- Pan Halippa (1883-1979), publicist și om politic
- Pantelimon Erhan (1884-1971), politician
- Petre Ștefănucă (1906-1942), savant, etnograf, folclorist, dialectolog, publicist, pedagog și sociolog, director al Institutului Social din Basarabia
- Andrei Vartic (1948-2009), fizician (USM, 1971), scriitor, publicist, orator, cercetător al vechilor culturi carpato-dunărene, regizor de teatru și film, deputat în primul Parlament al Republicii Moldova 1990-1993
- Vasile Iovu (n. 1950), naist
- Petru Vutcărău (n. 1960), regizor, actor, director artistic al Teatrului Național „Mihai Eminescu”
- Angela Gonța  (n. 1978), reporteră
- Monica Babuc (n. 1964), ministru al Culturii
- Octavian Calmîc (n. 1974), viceprim-ministru și ministru al Economiei